# Andreas Rickmers
Andreas Clasen Rickmers (* Dezember 1835 in Bremerhaven; † 7. März 1924 in Bremen) war ein deutscher Werftbesitzer, Reeder und Reiskaufmann.

## Biografie
Andreas Rickmers war der Sohn von Rickmer Clasen Rickmers (1807–1886), Gründer der bekannten Rickmers Reederei. Mit seinen Brüdern Peter Rickmers (1838–1902) und Wilhelm Rickmers (1844–1891) leitete er die Firmen des Gründers weiter.
Seine Ausbildung erhielt er im väterlichen Unternehmen. Nach dem Tod des Vaters (1886) leiteten er und sein Bruder Peter das Gesamtunternehmen, das seit 1889 Rickmers Reismühlen Rhederei und Schiffbau AG hieß. Die Aktien der ursprünglichen Handelsgesellschaft R. C. Rickmers blieben komplett im Besitz der Familie.
Andreas führte in der Firmengruppe das Reisgeschäft der Rickmers Reismühlen in Bremen. Es erfolgte 1893 die Gründung der Norddeutschen Reismühle in Hamburg sowie die Angliederung verschiedener anderer Firmen im Reisgeschäft. 1901 schlossen sich die neun deutschen Reismühlen zur Reis- und Handels-Aktien-Gesellschaft mit Sitz in Bremen zusammen. Andreas Rickmers wurde 1902 Vorsitzender des Aufsichtsrats der AG. 1910 trat er als Aufsichtsratsvorsitzender zurück und verkaufte seine Anteile an Bruder Peter. 1912 führte sein Neffe Robert Rickmers die Reiswerke Rickmers GmbH. Das Unternehmen blieb in Besitz der Familie Rickmers bis 1963. Nach der erfolgten Ausgliederung des Reisgeschäfts hieß seit 1914 das Unternehmen Rickmers Rhederei und Schiffbau AG.

### Ehrungen
- Die Rickmersstraße in Bremerhaven-Lehe wurde nach ihm und seiner Familie benannt
- Das hölzerne Vollschiff Andreas trug seit 1864 seinen Namen
- Das Vollschiff Andreas Rickmers (1873–1879) trug seinen Namen